# Redox-flow-celle
En redox-flow-celle er et genopladeligt batteri med eksterne elektrolytlagre, der kan gemme elektrisk energi i kemisk energi. Et redox-flow-batteri laves ved at serieforbinde flere redox-flow-celler.
Under opladning pumpes den "afladede" elektrolyt gennem redox-flow-cellen som får tilført elektrisk energi – og ud fås den "opladede" elektrolyt.
Under afladning pumpes den "opladede" elektrolyt gennem redox-flow-cellen som genererer elektrisk energi – og ud fås den "afladede" elektrolyt.
I 2011 blev det offentliggjort at Vanadium-redox-flow-cellen nu kan få øget sin energitæthed med 70% og gøres mere stabil.